# Miss Monde Thaïlande
Ne doit pas être confondu avec Miss Thaïlande ou Miss Univers Thaïlande.
Miss Monde Thaïlande (thaï มิสไทยแลนด์เวิลด์) est un concours de beauté féminine, destiné aux jeunes femmes habitantes et de nationalité thaïlandaise. Il a eu lieu pour la première fois en 1985. Sa gagnante participe au concours Miss Monde.

## Palmarès
| Année | Miss Monde Thaïlande         | Provinces                | Venue                                       | Entrants  |
| ----- | ---------------------------- | ------------------------ | ------------------------------------------- | --------- |
| 2018  | Nicolene Pichapa Limsnukan   | Bangkok                  | The Berkeley Pratunam Bangkok               | 30        |
| 2017  | Cancelled                    | Cancelled                | Cancelled                                   | Cancelled |
| 2016  | Jinnita Buddee               | Chiang Rai               | Grand Hyatt Erawan Bangkok                  | 30        |
| 2015  | Thunyachanok Moonnilta       | Chiang Mai               | Centara Grand and Bangkok Convention Centre | 25        |
| 2014  | Nonthawan Thongleng          | Surat Thani              | Centara Grand and Bangkok Convention Centre | 28        |
| 2013  | Natalie Kanyapak Phoksomboon | Udon Thani               | Centara Grand and Bangkok Convention Centre | 20        |
| 2012  | Vanessa Herrmann             | Phuket                   | Centara Grand and Bangkok Convention Centre | 30        |
| 2011  | Patcharida Blatchford        | Bangkok                  | Centara Grand and Bangkok Convention Centre | 30        |
| 2010  | Sirirat Rueangsri            | Chiang Mai               | Sofitel Centara Grand Bangkok               | 30        |
| 2009  | Pongchanok Kanklab           | Bangkok                  | Sofitel Centara Grand Bangkok               | 25        |
| 2008  | Cancelled                    | Cancelled                | Cancelled                                   | Cancelled |
| 2007  | Kanokkorn Jaicheun           | Bangkok                  | Centara Grand and Bangkok Convention Centre | 30        |
| 2006  | Melisa Mahapolkt             | Nonthaburi               | B.E.C. Tero Hall Suan Lum Night Bazaar      | 40        |
| 2005  | Sirinda Jensen (successor)   | Phra Nakhon Si Ayutthaya | B.E.C. Tero Hall Suan Lum Night Bazaar      | 39        |
| 2005  | Atchara McKay (resigned)     | Chiang Mai               | B.E.C. Tero Hall Suan Lum Night Bazaar      | 39        |
| 2004  | Nikallaya Abdul Dulaya       | Yala                     | B.E.C. Tero Hall Suan Lum Night Bazaar      | Unknown   |
| 2003  | Janejira Keardprasop         | Bangkok                  | B.E.C. Tero Hall Suan Lum Night Bazaar      | 18        |
| 2002  | Ticha Luengpairoj            | Nakhon Pathom            | Unknown                                     | Unknown   |
| 2001  | Lada Engchawadechasilp       | Songkhla                 | Unknown                                     | Unknown   |
| 2000  | Cancelled                    | Cancelled                | Cancelled                                   | Cancelled |
| 1999  | Cancelled                    | Cancelled                | Cancelled                                   | Cancelled |
| 1998  | Cancelled                    | Cancelled                | Cancelled                                   | Cancelled |
| 1997  | Tanya Suesuntisook           | Bangkok                  | Unknown                                     | Unknown   |
| 1996  | Sirinya Winsiri              | Chon Buri                | Unknown                                     | Unknown   |
| 1995  | Cancelled                    | Cancelled                | Cancelled                                   | Cancelled |
| 1994  | Patinya Thongsri             | Chanthaburi              | Unknown                                     | Unknown   |
| 1993  | Maturose Kato Leaudsakda     | Bangkok                  | Unknown                                     | Unknown   |
| 1992  | Metinee Kingpayom            | Bangkok                  | Unknown                                     | Unknown   |
| 1991  | Issariya Apichai             | Ang Thong                | Unknown                                     | Unknown   |
| 1990  | Chanakarn Chaisri            | Prachuap Khiri Khan      | Unknown                                     | Unknown   |
| 1989  | Prathumrat Woramali          | Bangkok                  | Unknown                                     | Unknown   |
| 1988  | Papassara Chutanupong        | Suphan Buri              | Unknown                                     | Unknown   |
| 1987  | Benjawan Srilapan            | Ubon Ratchathani         | Unknown                                     | Unknown   |
| 1986  | Sangravee As-Savarak         | Bangkok                  | Unknown                                     | Unknown   |
| 1985  | Parnlekha Wanmuang           | Bangkok                  | Unknown                                     | Unknown   |

## Thai representatives at Miss World
Color key
- Declared as Miss World
- Ended as runner-up or Top 5 in Miss World
- Ended as one of the quarter-finalists or semi-finalists at Miss World

| Year | Representative's Name        | Province                 | Placement               | Special awards |
| ---- | ---------------------------- | ------------------------ | ----------------------- | --- |
| 2017 | Patlada Kulphakthanapat      | Bangkok                  | Unplaced                | - 1st Runner-up - Miss World Top Model - Top 9 - Multimedia - Top 10 - People's Choice - Top 20 - Beauty with a Purpose |
| 2016 | Jinnita Buddee               | Chiang Rai               | Top 20 Semi-finalist    | - Top 24 - Beauty With a Purpose                                                                                        |
| 2015 | Thunyachanok Moonnilta       | Chiang Mai               | Unplaced                | - Top 13 - Miss World Talent - Top 15 - People's Choice                                                                 |
| 2014 | Nonthawan Thongleng          | Surat Thani              | Top 11 Semi-finalist    | - People's Choice winner                                                                                                |
| 2013 | Natalie Kanyapak Phoksomboon | Udon Thani               | Unplaced                | - 1st Runner-up - Multimedia                                                                                            |
| 2012 | Vanessa Herrmann             | Phuket                   | Unplaced                | - Top 46 - Miss World Top Model - Top 10 - Multimedia                                                                   |
| 2011 | Patcharida Blatchford        | Bangkok                  | Top 31 Quarter-finalist | - Top 30 - Beauty With a Purpose                                                                                        |
| 2010 | Sirirat Rueangsri            | Chiang Mai               | Top 25 Semi-finalist    | - Top 20 - Miss World Beach Beauty - Top 20 - Miss World Top Model                                                      |
| 2009 | Pongchanok Kanklab           | Bangkok                  | Unplaced                | - Top 22 - Miss World Talent                                                                                            |
| 2008 | Ummarapas Jullakasian        | Nonthaburi               | Unplaced                | - Top 25 - Miss World Beach Beauty - Top 32 - Miss World Top Model                                                      |
| 2007 | Kanokkorn Jaicheun           | Bangkok                  | Unplaced                | - Top 18 - Miss World Talent                                                                                            |
| 2006 | Melisa Mahapol               | Nonthaburi               | Unplaced                | |
| 2005 | Sirinda Jensen (successor)   | Phra Nakhon Si Ayutthaya | Unplaced                | |
| 2005 | Atchara McKay (resigned)     | Chiang Mai               | Did not compete*        | Did not compete* |
| 2004 | Nikallaya Abdul Dulaya       | Yala                     | Unplaced                | - Top 10 - Miss World Sport - Top 20 - Miss World Talent                                                                |
| 2003 | Janejira Keardprasop         | Bangkok                  | Unplaced                | |
| 2002 | Ticha Luengpairoj            | Nakhon Pathom            | Unplaced                | |
| 2001 | Lada Engchawadechasilp       | Songkhla                 | Unplaced                | - Miss Photogenic |
| 2000 | No competition               | No competition           | No competition          | No competition |
| 1999 | Kamala Kumpu Na Ayutthaya    | Bangkok                  |                         | |
| 1998 | No competition               | No competition           | No competition          | No competition |
| 1997 | Tanya Suesuntisook           | Bangkok                  | Top 5                   | - Miss Personality |
| 1996 | Sirinya Winsiri              | Chon Buri                | Unplaced                | |
| 1995 | Yasumin Leautamornwattana    | Bangkok                  | Unplaced                | |
| 1994 | Patinya Thongsri             | Chanthaburi              | Unplaced                | - Miss Personality |
| 1993 | Maturose Kato Leaudsakda     | Bangkok                  | Unplaced                | |
| 1992 | Metinee Kingpayom            | Bangkok                  | Unplaced                | - Queen of Asia & Oceania                                                                                               |
| 1991 | Issariya Apichai             | Ang Thong                | Unplaced                | |
| 1990 | Chanakarn Chaisri            | Prachuap Khiri Khan      | Unplaced                | |
| 1989 | Prathumrat Woramali          | Bangkok                  | 3rd runner-up           | - Queen of Asia |
| 1988 | Papassara Chutanupong        | Suphan Buri              | Unplaced                | |
| 1987 | Benjawan Srilapan            | Ubon Ratchathani         | Unplaced                | |
| 1986 | Sangravee As-Savarak         | Bangkok                  | Unplaced                | |
| 1985 | Parnlekha Wanmuang           | Bangkok                  | Unplaced                | |
| 1984 | Intira Imsompoh              | Bangkok                  | Unplaced                | |
| 1983 | Tavinan Kongkran             | Bangkok                  | Unplaced                | |
| 1982 | Alisa Kajornchaiyakul        | Chon Buri                | Unplaced                | |
| 1981 | Massupha Karbprapun          | Unknown                  | Unplaced                | |
| 1980 | Unchulee Chaisuwan           | Unknown                  | Unplaced                | |
| 1979 | Tipar Suparbpun              | Unknown                  | Unplaced                | |
| 1978 | Orasa Panichapan             | Unknown                  | Unplaced                | |
| 1977 | Siriporn Savanglum           | Unknown                  | Unplaced                | |
| 1976 | Duangcheewan Komolsen        | Unknown                  | Unplaced                | |
| 1975 | Raevadee Pattamaphong        | Unknown                  | Unplaced                | |
| 1974 | Orn-Jir Chaisatra            | Unknown                  | Unplaced                | |
| 1973 | Pornpit Sakornujiara         | Unknown                  | Unplaced                | |
| 1972 | Jintana Jitsophon            | Unknown                  | Top 15 Semi-finalist    | |
| 1971 | Boonyong Thongboon           | Unknown                  | Unplaced                | |
| 1970 | Tuanjai Amnakamart           | Unknown                  | Unplaced                | |
| 1969 | No representative            | No representative        | No representative       | No representative |
| 1968 | Pinnarut Tananchai           | Unknown                  | Top 15 Semi-finalist    | |

Notes
- 2017 – Patlada Kulphakthanapat 1st runner-up Miss Thailand World 2016, was selected to compete in Miss World 2017 pageant.
- 2008 – Ummarapas Jullakasian, 1st runner-up Miss Thailand World 2007, was selected to compete in Miss World 2008 pageant[1].
- 1998 – Kamala Kumpu Na Ayutthaya, third runner-up Miss Thailand World 1994, was selected to compete in Miss World 1999 pageant.
- 1995 – Yasumin Leaudmornwattana, 1st runner-up Miss Thailand World 1994, was selected to compete in the Miss World 1995 pageant.